# Добруджански надпис
Добруджанският надпис е старобългарски епиграфски паметник.
Открит е през 1950 г. близо до с. Мирча вода (Черна вода) от румънския учен М. Комша. Надписът е издълбан върху варовиков блок с размери 80 × 31 см.
Още през средните векове камъкът на 2 пъти е използван за строителни работи и затова от първоначалния текст са оцелели само 4 реда, които трудно се четат. На втория ред личи добре датата 6451 от сътворението на света, която по византийското летоброене съответства на 943 г.
| „ | …гьрьцѣхъ… (в)ъ лѣто 6451 (943) …ри дьн митрѣ бъ… жупанѣ… | “ |

С подобно разчитане са съгласни, общо взето, всички изследвачи на текста (Ф. В. Мареш, Д. П. Богдан, Васил Гюзелев) с изключение на Иван Гошев, който чете на първия ред ѫгры (маджари), а на третия ред – творителната форма дьнми от дьнь вместо името дѣимитрѣ (димитръ).